# Tricyclohexylphosphan
Tricyclohexylphosphan ist ein tertiäres Phosphan mit der Formel P(C6H11)3. Es wird in der metallorganischen Chemie häufig als Ligand verwendet und mit PCy3 abgekürzt. Cy steht dabei für die Cyclohexylsubstituenten. Er zeichnet sich durch eine hohe Basizität (pKa = 9.7) und einen großen Ligandenkegelwinkel (170°) aus.
Wichtige Komplexe, die PCy3-Liganden tragen, sind die in der Olefinmethathese verwendeten Grubbs-Katalysatoren (Nobelpreis: 2005) sowie der in homogenen Hydrierungen verwendete Crabtree-Katalysator.

Grubbs-Katalysator der ersten Generation
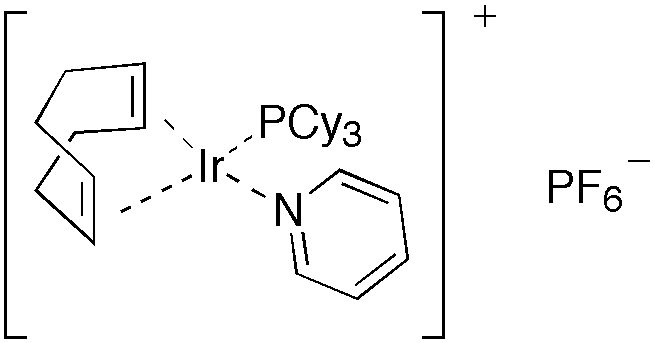
Crabtree-Katalysator